# Télescope unitaire
Pour les articles homonymes, voir UT.
Un télescope unitaire (en anglais unit telescope, en abrégé UT) est un télescope qui peut constituer un télescope plus grand avec d'autres télescopes.
En particulier, le nom est utilisé pour désigner les quatre télescopes principaux du Très Grand Télescope (VLT) de l'observatoire européen austral (ESO). Bien qu'ils puissent être utilisés conjointement avec ces quatre télescopes, les télescopes dits auxiliaires, de taille moindre que les précédents, ne sont pas désignés par cette expression. Les quatre télescopes unitaires du VLT portent le nom mapuche d'un objet astronomique :
- UT1 : Antu,
- UT2 : Kueyen,
- UT3 : Melipal,
- UT4 : Yepun.